# Dark Polo Gang
Dark Polo Gang – włoska grupa muzyczna związana głównie z muzyką trap, założona w Rzymie w 2014 przez Tony’ego Effe, Wayne’a Santanę, Dark Side’a i Dark Pyrexa.
Dark Polo Gang znany jest z tego, że zyskał sławę bez pomocy i wsparcia głównego wytwórni muzycznej, niezależnie produkując utwory muzyczne i klipy wideo. Opierają się na powstającej niezależnej wytwórni muzycznej o nazwie Triplosette Entertainment, której wszyscy współpracownicy to nikt inny niż członkowie Gangu, długoletni znajomi.
Większość ich publikacji została wyprodukowana przez włosko-amerykańskiego beatmakera, Sick Luke’a, uważanego za czwartego członka grupy.

## Historia grupy
Pięciu początkowych członkowie grupy, Arturo Bruni (Ciemna strona), Nicolò Rapisarda (Tony Effe), Dylan Thomas Cerulli (Dark Pyrex lub Principe Pyrex) i Umberto Violo (Dark Wayne lub Wayne Santana), znali się nawzajem od dzieciństwa dorastali w zamożnych dzielnicach Rzymu (Rione Monti, Trastevere, Campo de’ Fiori). W okresie dojrzewania zaczęli rapować dla zabawy, dopóki Sick Luke, syn włoskiego rapera Duke Montana, nie przekonał ich, by zaczęli robić muzykę na poważnie. Po pewnym czasie od grupy odszedł Dark Side by skupić się na karierze solowej. W dniu 22 maja 2018 r. Ojciec Arturo Bruni (Dark Side) ogłosił wycofanie się z grupy jego syna i początku jego kariery solowej.
W 2015 roku wydano pierwszy mixtape o nazwie Full Metal Dark, dostępny do bezpłatnego pobrania, a następnie trzy pojedyncze albumy: Crack musica Tony’ego i Side’a, Wayne’a Succo di Zenzero i The Dark Album Pyrex.
W 2017 roku ukazała się płyta Twins, która zadebiutowała na szczycie Rankingu Albumów FIMI. W sierpniu 2017 r. Singiel Caramelle uzyskał certyfikat FIMI platyny, a Cono Gelato i Sportswear – złote certyfikaty.
W 2018 roku wyszedł mixtape DarkSide’a, w całości wyprodukowany przez Sick Luke’a, o tytule Sick Side.
Pierwszy album bez Dark Side’a ukazał się 28 września 2018 roku i nosił nazwę się Trap Lovers,  a wyprodukowali go Sick Luke, Chris Nolan i Michele Canova lorfida.

## Zagadnienia
Pod autoironią, tematyka tekstów śpiewanych przez grupę składa się z krytyki współczesnego rapu, znanego obecnie wszystkim. Gang ponadto zajmuje się globalizacją i potrzebą dostosowania się do jej zasad, aby stać się bogatym i sławnym, co zawsze było jedynym celem samego Gangu. Narkotyki, świat przestępczy, zamiłowanie do mody, pieniądze i miłość to kwestie, którymi zajmuje się grupa. Korzystając z przepływu opartego na asonowaniu, zwykle używając terminów należących do młodzieńczego slangu i typowych dźwięków muzyki trap, różnych odniesień do kultowych postaci prawdziwego życia i neologizmów należących do „obcego” świata, do którego należą i definiują się jako „kosmici”.

## Kwestie sporne
Pomimo rosnącego i osiągniętego sukcesu, Dark Polo Gang jest również bardzo krytykowany i kpiony przez większość włoskich zwolenników hip hopu. Głównymi tego przyczynami są brak treści, „niedokończone” rymy pozornie bezsensowne, które często pojawiają się w ich tekstach. Wyróżniający się nieustanną arogancją i pogranicznymi poglądami, stosowanie scenariuszy i tematów, które według niektórych „nie należą” do tego, co tak naprawdę jest źródłem kolektywu rzymskiego. Są również źródłem krytyki.

## Dyskografia

### Albumy studyjne
- 2017 – Twins (Tony Effe, Wayne)
- 2018 – Sick Side (Side)
- 2018 – Trap Lovers (Tony Effe, Wayne, Pyrex)

### Mixteape’y
- 2015 – Full Metal Dark (Tony Effe, Wayne, Pyrex, Side)
- 2016 – Crack Musica (Tony Effe, Side)
- 2016 – Succo di Zenzero (Wayne)
- 2016 – The Dark Album (Pyrex)

### Single
- 2014 – Ghost Track
- 2014 – Grenoble
- 2014 – Terra Bruciata
- 2014 – Hypervenom
- 2014 – Branco di iene
- 2015 – Ciaga
- 2015 – Chiudi quella porta
- 2015 – Totti e De Rossi
- 2015 – Numeri Uno
- 2015 – Toro Meccanico
- 2015 – Toro Bravo
- 2015 – Terra
- 2015 – Daytona in cella
- 2015 – Non si vede
- 2016 – Cosa?
- 2016 – Sportswear
- 2017 – Spezzacuori
- 2017 – Magazine
- 2017 – Caramelle (feat. Peachwalnut)
- 2018 – British
- 2018 – Cambiare Adesso